# Gyalectaceae
Gyalectaceae es una familia hongos en el orden Gyalectales.

## Géneros
Según una estimación del 2020, Gyalectaceae contiene 3 géneros y 75 especies.
- Gyalecta Ach. (1808)– 50 especies
- Ramonia Stizenb. (1862) – 24 especies
- Semigyalecta Vain. (1921) – 1 especie